# Desnudez y sexualidad

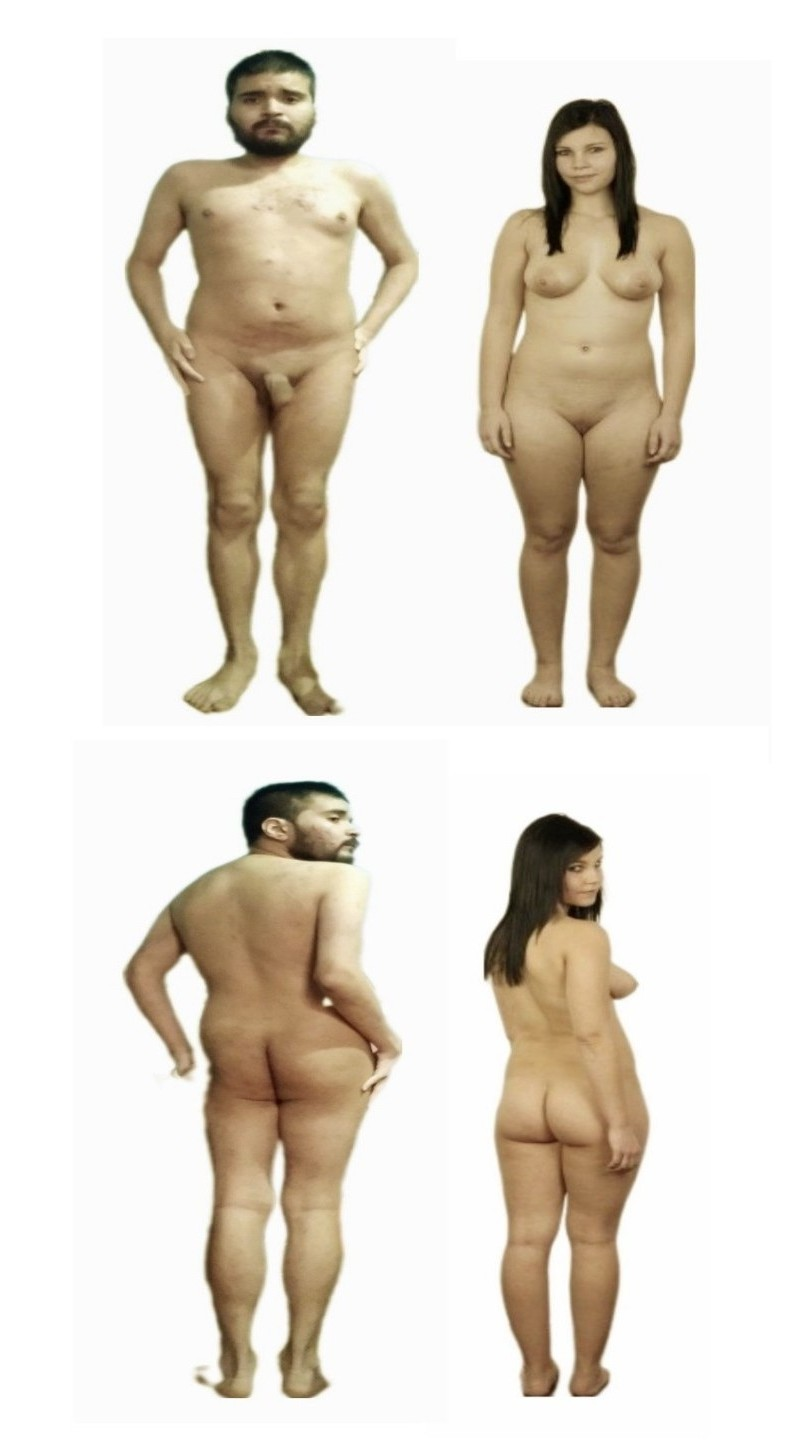
Desnudo masculino y femenino con sus diferencias sexuales.

La desnudez es una de las características fisiológicas de los humanos, que son los únicos primates que evolucionaron para no tener pelo en el cuerpo y la sexualidad humana incluye los aspectos fisiológicos, psicológicos y sociales de los sentimientos y comportamientos sexuales. En muchas sociedades, se da por sentado un fuerte vínculo entre la desnudez y la sexualidad. Otras sociedades mantienen sus prácticas tradicionales de estar total o parcialmente desnudo en situaciones sociales y privadas, como ir a la playa. El significado de la desnudez y la sexualidad sigue siendo ambivalente, lo que a menudo conduce a malentendidos culturales y problemas psicológicos.

## Respuesta sexual a la desnudez
El vínculo entre el cuerpo desnudo y una respuesta sexual se refleja en la prohibición legal de la exposición indecente en la mayoría de las sociedades.
A nivel mundial, existen algunas sociedades que reconocen algunos lugares y actividades que, aunque públicos, son apropiados para la desnudez parcial o total. Estos incluyen sociedades que mantienen normas tradicionales con respecto a la desnudez que reflejan los orígenes de la humanidad; y sociedades modernas que tienen un gran número de personas que han adoptado el naturismo en actividades recreativas. Los naturistas suelen adoptar una serie de comportamientos, como abstenerse de tocar, para evitar respuestas sexuales mientras participan en actividades nudistas, como playas nudistas.

### Naturismo y sexo
Algunos naturistas no mantienen esta atmósfera no sexual. En un artículo de 1991, Nina Silver presenta un relato de la intrusión de la cultura sexual dominante en algunos grupos naturistas. Los resortes nudistas pueden atraer a misóginos o pedófilos que no siempre reciben un trato adecuado, y algunos resortes pueden atender a intercambio de parejas o tener eventos sexualmente provocativos para generar ingresos o atraer miembros.

## Sexualización
La Asociación Estadounidense de Psicología (APA) define la sexualización como la limitación del valor de una persona al atractivo sexual con exclusión de otras características, y la equiparación del atractivo físico con ser sexy. Una persona también puede ser cosificada sexualmente, convertido en una cosa para el uso sexual de otros, en lugar de ser visto como una persona con capacidad de acción independiente y toma de decisiones; o la sexualidad se impone indebidamente a una persona. Ser sexualizado es particularmente dañino para los jóvenes que están en el proceso de desarrollar su propia imagen. Las niñas pueden tener expectativas sexualizadas impuestas sobre ellas, o internalizar normas que conducen a la autosexualización. La sexualización de las niñas incluye tanto vestimenta "sexy" inapropiada para su edad como modelos adultos que se visten como niñas. En las películas y la televisión, las mujeres se muestran desnudas con mucha más frecuencia que los hombres y, por lo general, en el contexto del comportamiento sexual.
Algunos ven la posición de la APA como considerar las imágenes sexuales como uniformemente negativas y sobrestimar la influencia de estas imágenes en los jóvenes al suponer que la exposición produce efectos directamente negativos, como si fuera una enfermedad. Los estudios tampoco abordan el efecto de las imágenes sexuales en los niños, lo que influye en cómo ven su propia masculinidad y las relaciones sexuales apropiadas.
Si bien ha habido una considerable discusión política y en los medios sobre la sexualización, ha habido poca investigación psicológica sobre el efecto que las imágenes de los medios tienen realmente en el bienestar de los jóvenes, por ejemplo, cómo y en qué medida se internaliza la cosificación sexual, convirtiéndose en autoevaluación.. En entrevistas con preadolescentes holandeses, los efectos han sido complicados dadas las actitudes liberales generales hacia la sexualidad, incluida la legalización de la prostitución, que es muy visible.
Los investigadores ven la fuerza cultural de la mercantilización (o "pornificación") como resultado de la sexualización de los cuerpos atléticos, negando la naturalidad y la belleza de la desnudez. Esto contrasta con la sacralidad del atleta desnudo en el mundo antiguo, particularmente en Grecia; y la apreciación estética del desnudo en el arte.

## Trastornos psicológicos de la exhibición corporal
El trastorno exhibicionista es una condición marcada por el impulso, la fantasía o el acto de exponer los genitales de uno a personas que no lo consienten, particularmente extraños; y el trastorno voyeurista es un interés sexual o una práctica de espiar a personas involucradas en comportamientos íntimos como desvestirse o tener actividad sexual. Si bien se pueden usar términos similares para referirse a la actividad cotidiana, estos sentimientos y comportamientos son indicativos de un trastorno mental solo si interfieren con el funcionamiento normal o el bienestar, o implican causar incomodidad o alarma a los demás. Mucho más rara es la gimnofobia, un miedo anormal y persistente a la desnudez.

## Senos y sexualidad
En muchas sociedades, el pecho sigue estando asociado con la crianza de los bebés, así como con la sexualidad. El movimiento "máxima libertad" promueve la igualdad de derechos de las mujeres para estar desnudas por encima de la cintura en público sobre la misma base que se aplicaría a los hombres en las mismas circunstancias. La lactancia materna en público está prohibida en algunas jurisdicciones, no regulada en otras y protegida como un derecho legal en otras. Donde la lactancia pública es un derecho legal, algunas madres pueden ser reticentes a amamantar, y algunas personas pueden oponerse a la práctica.

### Artículos científicos
- Allen, Katherine R.; Gary, Emily A.; Lavender-Stott, Erin S.; Kaestle, Christine E. (2018). «'I Walked in on Them': Young Adults' Childhood Perceptions of Sex and Nudity in Family and Public Contexts». Journal of Family Issues 39 (15): 3804-3831. S2CID 149499290. doi:10.1177/0192513X18793923.
- Allen, Louisa (2006). «'Looking at the Real Thing': Young Men, Pornography, and Sexuality Education». Discourse: Studies in the Cultural Politics of Education 27 (1): 69-83. S2CID 143453096. doi:10.1080/01596300500510302.
- Barcan, Ruth (2001). «The Moral Bath of Bodily Unconsciousness: Female Nudism, Bodily Exposure and the Gaze». Continuum 15 (3): 303-317. S2CID 145127932. doi:10.1080/10304310120086795.
- Barcan, Ruth (2004b). «Regaining what Mankind has Lost through Civilisation: Early Nudism and Ambivalent Moderns». Fashion Theory 8 (1): 63-82. S2CID 194179019. doi:10.2752/136270404778051870.
- Cover, Rob (1 de septiembre de 2003). «The Naked Subject: Nudity, Context and Sexualization in Contemporary Culture». Body & Society 9 (3): 53-72. ISSN 1357-034X. S2CID 143857816. doi:10.1177/1357034X030093004. Consultado el 2 de septiembre de 2019.
- Duits, Linda; van Zoonen, Liesbet (2011). «Coming to Terms with Sexualization». European Journal of Cultural Studies 14 (5): 491-506. S2CID 145405676. doi:10.1177/1367549411412201.
- Eck, Beth A. (December 2001). «Nudity and Framing: Classifying Art, Pornography, Information, and Ambiguity». Sociological Forum (Springer) 16 (4): 603-632. JSTOR 684826. S2CID 143370129. doi:10.1023/A:1012862311849.
- Emmerink, Peggy M. J.; van den Eijnden1, Regina J. J. M.; Vanwesenbeeck, Ine; ter Bogt, Tom F. M. (2016). «The Relationship Between Endorsement of the Sexual Double Standard and Sexual Cognitions and Emotions». Sex Roles (New York) 75 (7–8): 363-76. PMC 5023751. PMID 27688527. doi:10.1007/s11199-016-0616-z.
- Frydendal, Stine; Thing, Lone Friis (2020). «A Shameful Affair? A Figurational Study of the Change Room and Showering Culture Connected to Physical Education in Danish Upper Secondary Schools». Sport, Education and Society 25 (2): 161-72. S2CID 149633742. doi:10.1080/13573322.2018.1564654.
- Harper, Kyle (2012). «Porneia: The Making of a Christian Sexual Norm». Journal of Biblical Literature 131 (2): 363-83. JSTOR 23488230. S2CID 142975618. doi:10.2307/23488230.
- Jensen, Robin (2004). «Topfreedom: A rhetorical analysis of the debate with a bust». Women and Language (Urbana) 27 (1): 68-69.
- Jirasek, Ivo; Kohe, Geoffery Zain; Hurych, Emanuel (2013). «Reimagining Athletic Nudity: The Sexualization of Sport as a Sign of a 'Porno-Ization' of Culture». Sport in Society 16 (6): 721-734. doi:10.1080/17430437.2012.753525.
- Lerum, Kari; Dworkin, Shari L. (2009). «'Bad Girls Rule': An Interdisciplinary Feminist Commentary on the Report of the APA Task Force on the Sexualization of Girls». The Journal of Sex Research 46 (4): 250-263. PMID 19657944. S2CID 24616468. doi:10.1080/00224490903079542.
- Miller, Barry (2016). «On the Loss of Nudity in the Men's Locker Room». Psychological Perspectives 59 (1): 93-108. S2CID 147364697. doi:10.1080/00332925.2016.1134213.
- Okami, Paul (1995). «Childhood exposure to parental nudity, parent‐child co‐sleeping, and "primal scenes": A review of clinical opinion and empirical evidence». Journal of Sex Research 32 (1): 51-63. ISSN 0022-4499. doi:10.1080/00224499509551774.
- Okami, Paul; Olmstead, Richard; Abramson, Paul R.; Pendleton, Laura (1998). «Early Childhood Exposure to Parental Nudity and Scenes of Parental Sexuality ('Primal Scenes'): An 18-Year Longitudinal Study of Outcome». Archives of Sexual Behavior 27 (4): 361-384. ISSN 0004-0002. PMID 9681119. S2CID 21852539. doi:10.1023/A:1018736109563.
- Prause, Nicole; Park, Jaymie; Leung, Shannon; Miller, Geoffrey (2015). «Women's Preferences for Penis Size: A New Research Method Using Selection among 3D Models». PLOS ONE 10 (9): e0133079. Bibcode:2015PLoSO..1033079P. PMC 4558040. PMID 26332467. doi:10.1371/journal.pone.0133079.}}
- Shantz, Mary-Ann (2017). «'Nudists at Heart': Children's Nature and Child Psychology in the Postwar Canadian Nudist Movement». Journal of the History of Childhood and Youth (Baltimore: John Hopkin's University Press) 10 (2): 228-247. S2CID 148668825. doi:10.1353/hcy.2017.0026. ProQuest 1901236165.
- Shrum, Wesley; Kilburn, John (1996). «Ritual Disrobement at Mardi Gras: Ceremonial Exchange and Moral Order». Social Forces 75 (2): 423-58. JSTOR 2580408. doi:10.2307/2580408.
- Silver, Nina (1991). «The Shame of Being Naked». Off Our Backs 21 (8): 6-7. JSTOR 20833713.
- Smith, H. W. (1 de septiembre de 1980). «A Modest Test of Cross-Cultural Differences in Sexual Modesty, Embarrassment and Self-Disclosure». Qualitative Sociology 3 (3): 223-241. ISSN 1573-7837. S2CID 143646233. doi:10.1007/BF00987137.
- Smith, Glenn; King, Michael (June 2009). «Naturism and sexuality: Broadening our approach to sexual wellbeing». Health & Place 15 (2): 439-446. PMID 18926761. doi:10.1016/j.healthplace.2008.08.002.
- Uebel, Michael (2019). «Dirty Rotten Shame? The Value and Ethical Functions of Shame». Journal of Humanistic Psychology 59 (2): 232-51. S2CID 147719917. doi:10.1177/0022167816631398.
- Vance, Melissa R. (2005). «Breastfeeding Legislation in the United States: A General Overview and Implications for Helping Mothers». LEAVEN 41 (3): 51-54. Archivado desde el original el 31 de marzo de 2007.
- Weinberg, Martin S; Williams, Colin J. (2010). «Bare Bodies: Nudity, Gender, and the Looking Glass Body». Sociological Forum 25 (1): 47-67. doi:10.1111/j.1573-7861.2009.01156.x.
- West, Keon (1 de marzo de 2018). «Naked and Unashamed: Investigations and Applications of the Effects of Naturist Activities on Body Image, Self-Esteem, and Life Satisfaction». Journal of Happiness Studies 19 (3): 677-697. ISSN 1573-7780. doi:10.1007/s10902-017-9846-1.
- Wolf, JH (2008). «Got milk? Not in public!». International Breastfeeding Journal 3 (1): 11. PMC 2518137. PMID 18680578. doi:10.1186/1746-4358-3-11.

### Noticias
- Grulovic, Tiyana (2014). «Simply the Breast». Flare Toronto 36 (10 (Oct 2014)): 70-71.
- Andreatta, David (22 de septiembre de 2017). «When boys swam nude in gym class». Democrat and Chronicle.
- Lis, Lea (5 de mayo de 2019). «Eight Things to Know About Nudity and Your Family». Psychology Today. Consultado el 31 de julio de 2019.
- Barber, Nigel (7 de mayo de 2013). «Sexual Wiring of Women's Breasts». Psychology Today.
- Senelick, Richard (3 de febrero de 2014). «Men, Manliness, and Being Naked Around Other Men». The Atlantic.
- Sicha, Choire (3 de diciembre de 2015). «Men's Locker Room Designers Take Pity on Naked Millennials». The New York Times.
- Smithers, Rebecca (21 de diciembre de 1999). «Curtains for schools' communal showers». The Guardian.
- Taylor, Zanthe (28 de febrero de 2012). «The (Un-Erotic) Glories of Nudity». Psychology Today.
- Zadrozny, Brandy (14 de mayo de 2015). «Are These the World's Most Graphic Sex-Ed Videos?». The Daily Beast.

### Sitios web
- Eng, Monica (10 de septiembre de 2017). «Baring It All: Why Boys Swam Naked In Chicago Schools». WBEZ.
- Hadfield, James (10 de diciembre de 2016). «Last splash: Immodest Japanese tradition of mixed bathing may be on the verge of extinction». Japan Times. Consultado el 19 de noviembre de 2019.
- Kincaid, James R. (31 de enero de 2000). «Is this child pornography?». Salon.com. Archivado desde el original el 30 de abril de 2007. Consultado el 28 de abril de 2007.
- Markowitz, Eric (29 de abril de 2014). «Until Fairly Recently, The YMCA Actually Required Swimmers To Be Nude». Vocativ. Archivado desde el original el 19 de agosto de 2019. Consultado el 1 de mayo de 2022.
- Steinbach, Paul (2017). «Designing Public Locker Rooms with an Eye on Privacy». Athletic Business.
- Williams, Pete (19 de agosto de 2019). «Women ask Supreme Court to toss topless ban: Why are rules different for men?». NBC News.

- Esta obra contiene una traducción  derivada de «Nudity and sexuality» de Wikipedia en inglés, publicada por sus editores bajo la Licencia de documentación libre de GNU y la Licencia Creative Commons Atribución-CompartirIgual 4.0 Internacional.

- Datos: Q7068388